# مرد دیگر (فیلم ۱۹۱۶)
مرد دیگر (انگلیسی: The Other Man) فیلمی کوتاه به کارگردانی راسکو آرباکل محصول سال ۱۹۱۶ کشور ایالات متحده آمریکا است.

## بازیگران
- راسکو آرباکل
- جو بوردو
- مینتا دارفی
- هوراس هین
- ویلیام جفرسون
- لیاتریس جوی
- لیلیان شفنر
- ال سنت جان
- آیرین والاس